# Machhiwara
Machhiwara là một thị xã và là một nagar panchayat của quận Ludhiana thuộc bang Punjab, Ấn Độ.

## Địa lý
Machhiwara có vị trí 30°55′B 76°12′Đ / 30,91°B 76,2°Đ Nó có độ cao trung bình là 262 mét (859 feet).

## Nhân khẩu
Theo điều tra dân số năm 2001 của Ấn Độ, Machhiwara có dân số 18.363 người. Phái nam chiếm 53% tổng số dân và phái nữ chiếm 47%. Machhiwara có tỷ lệ 60% biết đọc biết viết, cao hơn tỷ lệ trung bình toàn quốc là 59,5%: tỷ lệ cho phái nam là 64%, và tỷ lệ cho phái nữ là 56%. Tại Machhiwara, 14% dân số nhỏ hơn 6 tuổi.